# Esnes
Esnes es una comuna francesa situada en el departamento de Norte, en la región de Alta Francia.

## Demografía
| 903 | 818 | 809 | 753 | 719 | 656 | 674 |
| Para los censos de 1962 a 1999 la población legal corresponde a la población sin duplicidades (Fuente: INSEE [Consultar]) |     |     |     |     |     |     |